# 한미진 (배우)
한미진(1980년 4월 21일 ~ )은 대한민국의 배우이다. 2000년에 MBC 29기 공채 탤런트로 정식 선발되었다.

## 경력
- 1999년 미스코리아 제43회 미스코리아 서울 미

## 학력
- 계원예술고등학교 (1999년 졸)
- 동덕여자대학교 방송연예과

## 출연작

### 영화
- 《더 킹》 (2017년) - 강식부인 역

### 드라마
- 《천국의 아이들》 (2009년, SBS)
- 《아내와 여자》 (2008년, KBS2)
- 《열정》 (2004년, MBC)
- 《낭랑 18세》 (2004년, KBS2) - 남편 노름빚으로 사채업자에게 쫓겨다니는 여자 역
- 《결혼 이야기》 (2002년, KBS2)
- 《오렌지》 (2002년, SBS) - 민지 역
- 《내 사랑 팥쥐》 (2002년, MBC)
- 《황금마차》 (2002년, MBC)
- 《로망스》 (2002년, MBC)
- 《내 이름은 공주》 (2002년, MBC) - 공주 역
- 《가을에 만난 남자》 (2001년, MBC)
- 《매일 그대와》 (2001년, MBC)
- 《결혼의 법칙》 (2001년, MBC) - 한미영 역
- 《호텔리어》 (2001년, MBC)
- 《어쩌면 좋아》 (2001년, MBC) - 정은주 역
- 《골뱅이》 (2001년, SBS) - 한미진 역
- 《뉴 논스톱》 (2001년, MBC) - 288회 영준이가 타조알 닮았다고 비웃는 여자 2 역
- 《맛있는 청혼》 (2001년, MBC) - 김지우 역
- 《온달 왕자들》 (2000년, MBC)
- 《세 친구》 (2000년, MBC)

### 방송
- 《코미디쇼 코코아》 (TV조선)
- 《러브스위치》 (tvN)
- 《부부클리닉 사랑과 전쟁》 (KBS2)

### 연극
- 《암살자 케이》 (2013년)
- 《선물》 (2013년) - 김태희 역
- 《블랙코메디》 (2010년) - 클레아 역

### 광고
- 대한항공
- LG유플러스
- 청호 나이스
- 정관장
- 롯데백화점
- 아시아나항공
- 동양매직
- 삼성 래미안
- IBK 기업은행
- 롯데 상품권
- 기업은행
- 씨티은행
- 서울우유
- SK텔레콤